# スノーフェアリー
スノーフェアリー (Snow Fairy) は、アイルランドで生産されたイギリスの競走馬。2010年、2011年エリザベス女王杯の連覇を含めGI競走6勝を挙げ、外国調教馬として日本中央競馬会 (JRA) 史上初となる同一平地GI競走の連覇も記録している。2010年のカルティエ賞最優秀3歳牝馬。

## 経歴

### 2008年
2008年に開催された1歳馬のセールに上場されたが、1800ユーロ（当時のレートで約23万4000円）で買主がつかず生産者の主取りとなるなど、周囲の評価は極めて低かった。

### 2009年
2009年6月、ニューベリー競馬場の未勝利戦でデビューし、3着となる。次走半月後の未勝利戦で勝利を収める。その後年内はすべて7F以下の短距離を中心に使われ、勝利を挙げられないまま翌年を迎える。

### 2010年
年が明けて2010年、初戦のハイトオブファッションステークスでは初めての中距離でのレースとなったが、ここを3馬身差で快勝。2万ポンドの追加登録料を支払って、オークスに駒を進める。これまでの実績がほとんど無いため7番人気に甘んじていたが、激戦をクビ差でしのぎ、重賞初勝利をクラシックレースにて収める。
続いて42500ユーロの追加登録料を支払って、アイリッシュオークスに出走。2着Miss Jean Brodieに8馬身の差をつけて圧勝し、イギリスとアイルランドのオークス制覇を達成した。その後は8月のヨークシャーオークスに出走するも、Middayに3馬身及ばず2着に敗れた。
続いて9月のセントレジャーステークスに出走。牝馬の挑戦は2008年のUnsung Heroine（2着）、Look Here（3着）以来となるが4着と敗れた。

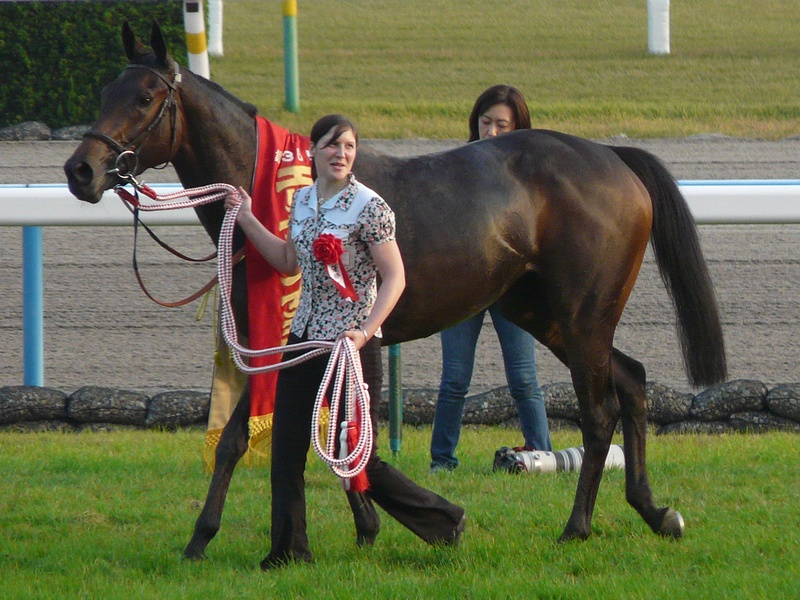
2010年エリザベス女王杯表彰式

その後、陣営は父のインティカブがブリーダーズカップの登録がなかったこともあり、ボーナスを目指し、エリザベス女王杯、ジャパンカップ等に登録、日本に渡る。11月14日のエリザベス女王杯ではライアン・ムーアが騎乗し、4コーナー出口で馬群が外にバラけたところを内から一気に突き抜け、2着の京都巧者メイショウベルーガに4馬身差をつける圧勝。なお、ジャパンカップは馬体の回復が思わしくないため、回避することとなった。その後香港へ遠征し、12月12日に行われた香港カップでは後方2番手から直線に入ると一気に豪脚を発揮しIrianをわずかにかわして勝利した。
これらの活躍により2010年のカルティエ賞最優秀3歳牝馬を受賞した。

### 2011年

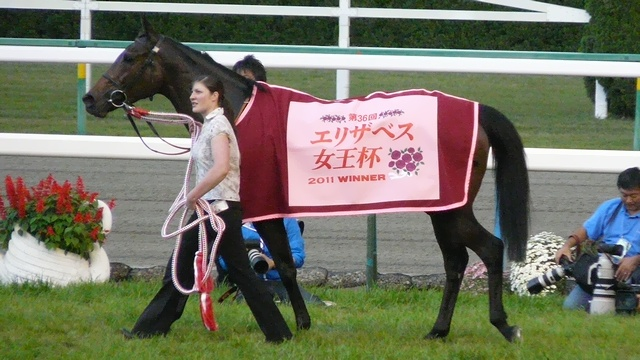
2011年エリザベス女王杯表彰式

2011年、当初はドバイワールドカップミーティングで始動する予定であったが軽い脚部不安（右前肢管骨の炎症）が発生し回避し、6月25日にカラ競馬場で行なわれたG1プリティーポリーステークスにエントリーしたが直前の荒天で馬場が悪化したため出走を取り消した。翌週7月2日のエクリプスステークスに出走することになったが、So You Thinkの4着に敗れた。続いてナッソーステークスに出走するも、Middayに2馬身及ばず2着に敗れた。アイリッシュチャンピオンステークスでは中団から追い上げたがSo You Thinkの2着。10月2日の凱旋門賞では後方から鋭い脚を使い伸びてきたが伏兵Danedreamの3着、10月15日のチャンピオンステークスではCirrus Des Aiglesの3着に敗れた。11月13日にはエリザベス女王杯ではシンメイフジの大逃げから直線で各馬大きくを差を詰め、アヴェンチュラとアパパネ、ホエールキャプチャの3頭の競り合いと見えた場面で馬場の真ん中を抜け出して1着でゴール、前年に続くエリザベス女王杯2連覇となった。尚、同一外国馬による日本中央競馬会（JRA）同一平地GI競走の連覇は史上初のことである。
その後香港ヴァーズに登録し、2年連続香港国際競走の勝利を目指したが、現地調教中に左前脚を故障（屈腱炎）のため出走を取り消し、長期の休養に入ることとなった。

### 2012年〜2013年
8月19日にドーヴィル競馬場で行なわれたG1ジャンロマネ賞に出走。前年のエリザベス女王杯以来のレースとなったが、道中は後方から3、4番手で追走し、最後の直線でイジートップとの追い比べを制して優勝した。ライアン・ムーアとのコンビでの戦績は6戦6勝となったが、この勝利は後日、屈腱炎の治療のために投与された抗炎症剤が残留していたことが発覚し、禁止薬物の使用を理由に取り消されている。
その後、前年に続いてアイリッシュチャンピオンステークスに出走し、2012年のエクリプスステークス勝ち馬Nathanielに1馬身1/4差をつけ、レコードタイムで優勝した。
その後に、凱旋門賞、ブリーダーズカップターフに出走する予定であったが、凱旋門賞直前に脚部不安が発生により2レースを回避し、年内の休養に入ることとなった。
2013年も現役を続行し、復帰に向けて調教されていたが、左前脚の屈腱炎を再発したため、引退した。引退後は馬主が所有するアイルランドの牧場で繁殖生活に入り、初年度の配合相手は馬主の自家生産馬であるElusive Pimpernelに決まっている。

## 競走成績
| 出走日 | 出走日 | 出走日 | 競馬場           | 競走名                  | 格 | 距離      | 馬場 | 着順 | 騎手             | タイム   | 着差       | 1着（2着）馬           |
| ------ | ------ | ------ | ---------------- | ----------------------- | -- | --------- | ---- | ---- | ---------------- | -------- | ---------- | ---------------------- |
| 2009.  | 6.     | 23     | ニューベリー     | メイドン                |    | 芝6f8y    | 堅良 | 3着  | D.オドノヒュー   | 1:12.1   | 2馬身1/2   | Lady Pattern           |
|        | 7.     | 8      | リングフィールド | メイドン                |    | AW6f      | 良   | 1着  | K.ミルチャレック | 1:12.0   | 3馬身1/2   | （Baby Dottie）        |
|        | 8.     | 1      | ニューマーケット | 牝馬2歳                 |    | 芝6F      | 良   | 2着  | A.カービー       | 1:13.2   | 頭         | She's Ok               |
|        | 8.     | 8      | ニューマーケット | スウィートソレラS       | G3 | 芝6f      | 良   | 4着  | J.クロウリー     | 1:26.5   | 3馬身1/4   | Long Lashes            |
|        | 8.     | 29     | グッドウッド     | プレスティージS         | G3 | 芝7f      | 良   | 3着  | S.ホウリー       | 1:27.4   | 短首       | Sent From Heaven       |
|        | 10.    | 24     | ニューベリー     | ラドリーS               | L  | 芝7F      | 重   | 9着  | P.スマレン       | 1:34.6   | 19 1/2馬身 | Electric Feel          |
| 2010   | 5.     | 19     | グッドウッド     | ハイトオブファッションS | L  | 芝9f192y  | 良   | 1着  | E.アハーン       | 2:06.9   | 3馬身      | （Pipette）            |
|        | 6.     | 4      | エプソム         | 英オークス              | G1 | 芝12f10y  | 良   | 1着  | R.ムーア         | 2:35.7   | クビ       | （Meezanah）           |
|        | 7.     | 18     | カラ             | 愛オークス              | G1 | 芝12f     | 稍重 | 1着  | R.ムーア         | 2:34.8   | 8馬身      | （Miss Jean Brodie）   |
|        | 8.     | 19     | ヨーク           | ヨークシャーオークス    | G1 | 芝12f     | 良   | 2着  | R.ヒューズ       | 2:31.0   | 3馬身      | Midday                 |
|        | 9.     | 11     | ドンカスター     | セントレジャー          | G1 | 芝14f132y | 良   | 4着  | E.アハーン       | 3:03.6   | 3馬身      | Arctic Cosmos          |
|        | 11.    | 14     | 京都             | エリザベス女王杯        | G1 | 芝2200m   | 良   | 1着  | R.ムーア         | 2:12.5   | 4馬身      | （メイショウベルーガ） |
|        | 12.    | 12     | 沙田             | 香港カップ              | G1 | 芝2000m   | 良   | 1着  | R.ムーア         | 2:02.96  | クビ       | （Irian）              |
| 2011   | 6.     | 25     | カラ             | プリティーポリーS       | G1 | 芝10f     | 重   | 取消 | R.ムーア         |          | -          | Misty for Me           |
|        | 7.     | 2      | サンダウン       | エクリプスS             | G1 | 芝10f7y   | 良   | 4着  | J.ムルタ         | 2:06.1   | 9馬身      | So You Think           |
|        | 7.     | 30     | グッドウッド     | ナッソーS               | G1 | 芝9f192y  | 堅良 | 2着  | L.デットーリ     | 2:08.0   | 2馬身      | Midday                 |
|        | 9.     | 3      | レパーズタウン   | 愛チャンピオンS         | G1 | 芝10F     | 良   | 2着  | L.デットーリ     | 2:04.3   | 1/2馬身    | So You Think           |
|        | 10.    | 2      | ロンシャン       | 凱旋門賞                | G1 | 芝2400m   | 良   | 3着  | L.デットーリ     | 2:25.2   | 5馬身      | Danedream              |
|        | 10.    | 15     | アスコット       | 英チャンピオンS         | G1 | 芝10F     | 良   | 3着  | O.ペリエ         | 2:02.7   | 1馬身1/4   | Cirrus Des Aigles      |
|        | 11.    | 13     | 京都             | エリザベス女王杯        | G1 | 芝2200m   | 良   | 1着  | R.ムーア         | 2:11.6   | クビ       | （アヴェンチュラ）     |
| 2012   | 8.     | 19     | ドーヴィル       | ジャンロマネ賞          | G1 | 芝2000m   | 良   | 失格 | R.ムーア         | 2:06.3   | 3/4        | （IzziTop）            |
|        | 9.     | 8      | レパーズタウン   | 愛チャンピオンS         | G1 | 芝10F     | 良   | 1着  | L.デットーリ     | R2:00.92 | 1 1/2馬身  | （Nathaniel）          |

- タイム欄のRはレコード勝ちを示す。

## 繁殖成績
|       | 馬名           | 誕生年 | 父                | 性 | 厩舎      | 馬主             | 戦績    |
| ----- | -------------- | ------ | ----------------- | -- | --------- | ---------------- | ------- |
| 初仔  | Belle De Neige | 2015年 | Elusive Pimpernel | 牝 | Ed Dunlop | Anamoine Limited | 1戦0勝  |
| 2番仔 | Virgin Snow    | 2017年 | Gleneagles        | 牝 | Ed Dunlop | Anamoine Limited | 11戦1勝 |
| 3番仔 | John Leeper    | 2018年 | Frankel           | 牡 | Ed Dunlop | Anamoine Limited | 15戦2勝 |
| 4番仔 | Don Simon      | 2021年 | Sea The Stars     | 騸 | Ed Dunlop | Anamoine Limited | 1戦0勝  |

・2024年現在

## 血統表
| スノーフェアリーの血統        | スノーフェアリーの血統                                                    | スノーフェアリーの血統                                                    | （血統表の出典）                                                          | （血統表の出典）  |
| 父系                          | ロベルト系                                                                | ロベルト系                                                                | ロベルト系                                                                | [ § 2 ]           |
| 父 Intikhab 1994 鹿毛         | 父の父Red Ransom 1987 鹿毛                                                | Roberto                                                                   | Hail to Reason                                                            | Hail to Reason    |
| 父 Intikhab 1994 鹿毛         | 父の父Red Ransom 1987 鹿毛                                                | Roberto                                                                   | Bramalea                                                                  |                   |
| 父 Intikhab 1994 鹿毛         | 父の父Red Ransom 1987 鹿毛                                                | *アラビアII                                                               | Damascus                                                                  | Damascus          |
| 父 Intikhab 1994 鹿毛         | 父の父Red Ransom 1987 鹿毛                                                | *アラビアII                                                               | Christmas Wind                                                            |                   |
| 父 Intikhab 1994 鹿毛         | 父の母Crafty Example 1987 鹿毛                                            | Crafty Prospector                                                         | Mr. Prospector                                                            | Mr. Prospector    |
| 父 Intikhab 1994 鹿毛         | 父の母Crafty Example 1987 鹿毛                                            | Crafty Prospector                                                         | Real Crafty Lady                                                          |                   |
| 父 Intikhab 1994 鹿毛         | 父の母Crafty Example 1987 鹿毛                                            | Zienelle                                                                  | Danzig                                                                    | Danzig            |
| 父 Intikhab 1994 鹿毛         | 父の母Crafty Example 1987 鹿毛                                            | Zienelle                                                                  | Past Example                                                              |                   |
| 母 Woodland Dream 2002 黒鹿毛 | 母の父Charnwood Forest 1992 黒鹿毛                                        | *ウォーニング                                                             | Known Fact                                                                | Known Fact        |
| 母 Woodland Dream 2002 黒鹿毛 | 母の父Charnwood Forest 1992 黒鹿毛                                        | *ウォーニング                                                             | Slightly Dangerous                                                        |                   |
| 母 Woodland Dream 2002 黒鹿毛 | 母の父Charnwood Forest 1992 黒鹿毛                                        | Dance of Leaves                                                           | Sadler's Wells                                                            | Sadler's Wells    |
| 母 Woodland Dream 2002 黒鹿毛 | 母の父Charnwood Forest 1992 黒鹿毛                                        | Dance of Leaves                                                           | Fall Aspen                                                                |                   |
| 母 Woodland Dream 2002 黒鹿毛 | 母の母Fantasy Girl 1992 黒鹿毛                                            | Marju                                                                     | *ラストタイクーン                                                         | *ラストタイクーン |
| 母 Woodland Dream 2002 黒鹿毛 | 母の母Fantasy Girl 1992 黒鹿毛                                            | Marju                                                                     | Flame of Tara                                                             |                   |
| 母 Woodland Dream 2002 黒鹿毛 | 母の母Fantasy Girl 1992 黒鹿毛                                            | Persian Fantasy                                                           | Persian Bold                                                              | Persian Bold      |
| 母 Woodland Dream 2002 黒鹿毛 | 母の母Fantasy Girl 1992 黒鹿毛                                            | Persian Fantasy                                                           | Gay Fantasy                                                               |                   |
| 母系(F-No.)                   | 1号族(FN:1-k)                                                             | 1号族(FN:1-k)                                                             | 1号族(FN:1-k)                                                             | [ § 3 ]           |
| 5代内の近親交配               | Roberto 15.63% 3 x 5, Northern Dancer 6.25% 5 x 5, In Reality 6.25% 5 x 5 | Roberto 15.63% 3 x 5, Northern Dancer 6.25% 5 x 5, In Reality 6.25% 5 x 5 | Roberto 15.63% 3 x 5, Northern Dancer 6.25% 5 x 5, In Reality 6.25% 5 x 5 | [ § 4 ]           |
| 出典                          | 1. 2. 3. 4.                                                               | 1. 2. 3. 4.                                                               | 1. 2. 3. 4.                                                               | 1. 2. 3. 4.       |